# Dīzaj-e Raḩīm Pūr
Dīzaj-e Raḩīm Pūr (persiska: ديزَجِ رَحيمپور, دیزج رحیم پور, Dīzaj-e Raḩīmpūr) är en ort i Iran.   Den ligger i provinsen Västazarbaijan, i den nordvästra delen av landet, 600 km väster om huvudstaden Teheran. Dīzaj-e Raḩīm Pūr ligger 1 319 meter över havet och antalet invånare är 113.
Terrängen runt Dīzaj-e Raḩīm Pūr är kuperad åt sydväst, men åt nordost är den platt.Runt Dīzaj-e Raḩīm Pūr är det ganska tätbefolkat, med 185 invånare per kvadratkilometer. Närmaste större samhälle är Urmia, 16,1 km norr om Dīzaj-e Raḩīm Pūr. Trakten runt Dīzaj-e Raḩīm Pūr består till största delen av jordbruksmark.